# Keresztény misztikusok listája
Keresztény misztikusok listája az 1. századtól napjainkig.

## 1. század
- Keresztelő János
- Simon Péter
- Pál apostol
- Márk evangélista
- Lukács evangélista
- János apostol

## 2–3. század
- Gnosztikusok (1-4. század)
- Órigenész (184-253 körül)
- Alexandriai Dionüsziosz (?-264), másképp Alexandriai Dionysius
- Csodatévő Gergely (213–270), másképp Gregory Thaumaturgus
- Nagy Antal (kb. 251–356), másképp Remete Szt. Antal
- A sivatagi atyák

## 4. század
- Egyiptomi Makariosz (300-90 körül)
- Hippói Ágoston (kb. 354–430)
- Ávilai Priscillianus (megh. 385)
- Evagriosz Pontikosz (345–399)
- Aranyszájú János (347-407 körül), másképp Khrüszosztomosz János
- Lükopoliszi János (kb. 305–394), vagy másképp Egyiptomi János
- Nüsszai Gergely (kb. 340–94)
- Johannes Cassianus (360-434 körül)
- Maron
- Sivatagi anyák

## 5–6. század
- Stephen Bar Sudhaile (5. század)
- Gázai Aeneas
- Climacus János (525–606);
- Hitvalló Maximosz (kb.580–662);
- Pszeudo-Dionüsziosz (5–6. sz.) vagy más néven Szent Dénes;
- Julianus Pomerius;

## 7–9. század
- Ninivei Izsák
- Anasztasziosz Szinaitész
- Aldebert (8. század), másképp Adalbert
- Johannes Scotus Erigena (kb. 810–877);

## 10. század
- Szümeon teológus (949–1022);
- Nareki Gergely (kb. 951–1003);
- Viboráda (megh. 926);

## 11. század
- Niketas Stethatos (1005 körül – 1090 körül)
- Gundolfo,
- Kölni Brúnó (kb. 1032–1101);
- Canterbury Anzelm (1033–1109);
- Szentviktori Hugó (kb. 1096/1097 –1141), más néven Hugo de Sancto Victore;
- Saint-thierryi Vilmos (kb. 1085–1148);
- Clairvaux-i Bernát (1090–1153);
- Lausanne-i Henrik,
- Markyatei Krisztina (1097–1161)
- Bingeni Hildegárd (1098–1179);
- a katarok (XI-XIII. század);

## 12. század
- Lombard Péter (1100-1160 körül);
- Rieveaulx-i Aelred (1110–1167);
- Bruysi Péter (1117–1131 körül);
- Alain de Lille (kb. 1128–1202);
- Schonaui Erzsébet (1129–1164);
- Fiore Joachim (kb. 1131–1202);
- Peter Waldo (kb. 1140–1218);
- Szent Viktor Ádám (megh. 1146);
- Thierry of Chartres (dc1150);
- Antwerpeni Hadewijch (kb. 1150–1200);
- Huy Yvette (1158–1228);
- Dinanti Dávid (kb. 1160–1217);
- Szent Viktori Richárd (megh. 1173);
- valdensek (kb. 1177–1532);
- Edmund Rich (kb. 1180–1240);
- Assisi Ferenc (1181–1226);
- Lutgardis (1182–1246);
- II. Guigo vagy Guigues († 1188 vagy 1193)
- Assisi Klára (1194–1253);
- Páduai Antal (1195–1231);
- Marie of Oignies (megh. 1213);
- Schaerbeek Alice (megh. 1250);

## 13. század
- Thomas Gallus (1200-1246 körül)
- Názáreti Beatrice (1200-1268)
- Augsburgi Dávid (1200-1272 körül)
- Albertus Magnus (1200-1280)
- A Szabad Szellem Testvérei (1200 körül)
- Benai Amalric (meghalt 1204–1207 körül), más néven Almaricus, Amalricus, Amauricus
- Magdeburgi Mechthild (1210–1285 vagy 1295)
- Digne-i douceline (1214–1274)
- Bagnoregio Bonaventura (1221–1274)
- Flóra Joachim (1135-1202)
- Jacopone da Todi (1230-1306 körül)
- Ramon Llull (1232-1315 körül)
- Marguerite d'Oingt (1240-1306/1310 körül)
- Hackeborn Mechtild (1241-1299)
- Stommelni Krisztina (1242-1312)
- Folignói Angéla (1248-1309)
- Nagy Gertrúd (1256–1302), más néven Helftai Gertrúd
- Cornilloni Juliana (megh. 1258)
- Ida van Leeuw (megh. 1260)
- Eckhart mester (1260-1328)
- Heilwige Bloemardinne (1265-1335), más néven Heilwijch Blomart
- Názáreti Beatrice (megh. 1268)
- Christina Ebner (1277-1355)
- Margareta Ebner (1291-1351)
- Jan van Ruusbroec (1293-1381)
- Palamasz Gergely (kb. 1296–1359)
- Heinrich Suso (1296-1366 körül)
- Louvaini Ida (megh. 1300);
- Marguerite Porete (megh. 1310)
- Ágnes Blannbekin (kb. 1244–1315)
- Spalbeek Erzsébet (megh. 1316)
- Nördlingeni Henrik (ih. 1352)
- Oosteni Gertrud (megh. 1358)
- Gerard Appelmans
- Ancrene
- A beginák (13. sz.)

## 14. század
- Richard Rolle (1300-49 körül)
- Johannes Tauler (1300-1361 körül)
- Jeanne Daubenton († 1372)
- Svéd Bridget (1303-1373)
- Rulman Merswin (1307-82 körül)
- William Flete (dc 1383)
- Bázeli Miklós (1308-1397)
- Nicholas Kabasilas vagy Cabasilas (1319/1323-1392)
- William Langland (1330-1400 körül)
- Geert Groote (1340–1384)
- Walter Hilton (megh. 1396)
- Norwichi Julianus (1342-1416)
- Sienai Katalin (1347-1380)
- Hendrik Mande (1360-1431 körül)
- Jean le Charlier de Gerson (1363-1429)
- Zutphen Gerard Zerbolt (1367-1398)
- Margery Kempe (1373-1438)
- Montaui Dorottya (1347-1394)
- Gerlac Peterson (1378-1411)
- Schiedam Lydwine (1380-1432)
- Kempis Tamás (1380-1471)
- Nicholas Cabasilas (14. sz.)
- Strasburgi Miklós (XIV. sz.)
- Norlingeni Henrik (14. sz.)
- Isten barátai (Gottesfreunde; 14. sz.)
- Turlupinok (14. sz.)

## 15. század
- John Norton († 1462)
- Nicolaus Cusanus (1401-1464)
- Rykel Denys (1402–1471), más néven karthauzi Dénes
- Hendrik Herp (kb. 1410-1477)
- Jeanne d'Arc (1412-1431)
- Alain de la Roche (1428-1475)
- Columba Rieti (1430-1501 körül)
- Genovai Katalin (1447-1510)
- Mantuai Osanna Andreasi (1449–1505)
- Richard Methley (sz. 1451)
- Garcias de Cisneros (1456-1510 körül)
- Hans Böhm (megh. 1476)
- Balthasar Hubmaier (kb. 1480–1528)
- Bernardino de Laredo (1482-1540)
- La Beata de Piedrahita (kb. 1485-1524)
- Andreas Karlstadt (1486-1541)
- Racconigi Katalin (1487-1574)
- Thomas Müntzer (kb. 1488–1525)
- Kaspar Schwenkfeld (1489/90–1561)
- Loyolai Ignác (1491-1556)
- George Blaurock (kb. 1491–1529)
- Paracelsus (1493-1541)
- Cattarói Osanna (1493-1565)
- Hans Denck (1495-1527 körül)
- Menno Simons (1496-1561)
- Battistina Vernazza (1497-1587)
- Conrad Grebel (kb. 1498-1526)
- Felix Manz (kb. 1498–1527)
- Sebastian Franck (1499-1542)
- Alcantarai Péter (1499-1562)
- Nicholas Storch († 1525)
- Francisco de Osuna (dc1540)
- Narni Lucia (15. sz.)

## 16. század
- Avilai Juan (1500-1569), másképp Ávilai János
- Alonso de Orozco Mena (1500-1591)
- David Joris (1501-1556 körül)
- Hendrik Niclaes (1501-1580 körül)
- Luis de Granada (1504-1588)
- Louis de Blois (1506-1566), más néven Blosius
- Ávilai Teréz (1515–1582), más néven Jézus Teréze
- Néri Fülöp (1515-1595)
- Catherine de Ricci (1522-1590)
- Diego de Estella (1524-1578)
- Luis de León (1528-1591)
- Juan de los Angeles (1536-1609)
- Keresztes János (1542-1591)
- Martin Moller (1547-1606)
- Giordano Bruno (1548-1600)
- Balthasar Walther (1558–1631 körül)
- Benet of Canfield (1562–1610)
- Thomas á Jesu (1564-1627)
- Maria Magdalena de'Pazzi (1566-1607)
- Boldog Mária (karmelita) (1566–1618) – más néven Madame Acarie
- Szalézi Ferenc (1567-1622)
- Szent Sámsoni János (1571–1636)
- Joseph Hall (1574-1656)
- Jakob Böhme (1575-1624)
- Pierre de Berulle (1575-1629)
- Augustine Baker (1575-1641)
- François Leclerc du Tremblay (1577–1638)
- Limai Róza (1586-1617)
- Louis Lallemant (1587-1635)
- Charles de Condren (1588-1641)
- Marguerite Acarie (1590-1660)
- Angelique Arnauld (1591-1661)
- Nicholas Ferrar (1592-1637)
- Maria Angela Astorch (1592-1665)
- George Herbert (1593-1633)
- Abraham von Franckenberg (1593-1652)
- Agnes Arnauld (1593-1671)
- Marie Guyart, másképp Marie de l'Incarnation (1599–1672)
- Los Alumbrados (16. sz.)
- Francisco de Osuna (16. sz.)
- Bernardino de Laredo (16. sz.)
- Isabel de la Cruz (16. sz.)
- Pedro de Alcaraz (16. sz.)

## 17. század
- Jean Joseph Surin (1600–1665)
- Eudes János (1601-80), másképp Jean Eudes
- María de Ágreda (1602–1665), más néven Jézus Máriája vagy Kék Apáca
- Adam Boreel (1602-1665)
- Jesus Ursula (1604-1666)
- Thomas Browne (1605-1682)
- Dame Gertrude More (1606–33)
- John Pordage (1607-1681)
- Jean-Jacques Olier (1608-1657)
- John Reeve (1608-1658)
- Thomas Totney (1608-1659)
- Gerrard Winstanley (1609-1676)
- Benjamin Whichcote (1609-83)
- Ludowicke Muggleton (1609–1698)
- Lawrence testvér (kb. 1610-1691)
- Richard Crashaw (1612-49 körül)
- Antoine Arnauld (1612-94)
- Jeremy Taylor (1613-67)
- Henry More (1614-87)
- Isaac Penington (1616-79)
- Antoinette Bourignon (1616-80)
- Ralph Cudworth (1617-88)
- John Smith (1618–52)
- James Nayler (1618-1660)
- Thomas Vaughan (1621–1666) aka "Eugenius Philalethes"
- Henry Vaughan (1622-1695)
- Blaise Pascal (1623-1662)
- Jane Leade (1624-1704)
- Angelus Silesius (1624–77), más néven Johannes Scheffler
- George Fox (1624-1691)
- Jacques-Bénigne Bossuet (1627-1704)
- François Malaval (1637-1719)
- Miguel de Molinos (1628-1697)
- Úrsula Micaela Morata (1628-1703)
- Thomas Bromley (1629-1691)
- Philipp J. Spener (1635-1705)
- Thomas Traherne (1636-74 körül)
- Charles Marshall (1637-1698)
- Johann George Gichtel (1638-1710)
- Johann Jacob Zimmermann (1644-1693)
- Jakob Ammann (1644-1730 körül)
- Pierre Poiret (1646-1719)
- Margaret Mary Alacoque (1647-80), másképp Alacoque Szt. Margit
- Madame Guyon (1648–1717), más néven Jeanne Marie Bouvier de la Motte Guyon
- Johann Wilhelm Petersen (1649-1727)
- Quirinus Kuhlmann (1651-1689)
- François Fénelon (1651-1715)
- Georg von Welling (1652-1727)
- Gottfried Arnold (1666-1714)
- Johann Kelp (1673-1708), Johannes Kelpius
- Louis-Marie Grignion de Montfort (1673-1716) Grignon Szt. Lajos
- Jean Pierre de Caussade (1675–1751);
- Kimpa Vita (1684–1706), más néven Dona Beatriz
- John Heylyn (1685-1759)
- William Law (1686-1761)
- Emanuel Swedenborg (1688-1772)
- Christoph Schütz (1689-1750)
- Conrad Beissel (1691-1768)
- Alphonsus Maria de Liguori (1696-1787), Liguori Szt. Alfonz
- Gerhard Tersteegen (1697-1769)
- Pierre-Narcisse Guérin
- Joseph Salmon

## 18. század
- Sarah Pierpont (1710–58) – más néven Sarah Edwards
- John Woolman (1720-1772)
- Hindiyya al-'Ujaimi (1720-1798)
- Hrihorij Szavics Szkovoroda (1722-94)
- Zadonszki Tyihon (1724-83)
- Jean Grou (1731-1803)
- Ann Lee (1736-1784)
- Louis-Claude de Saint-Martin (1743-1803)
- Karl von Eckartshausen (1752-1803)
- William Blake (1757-1827)
- Rapp György (1757-1847)
- Szarovi Szerafim (1759-1833)
- William Wordsworth (1770-1850)
- Anna Catherine Emmerich (1774-1824), Emmerich Anna Katalin
- William Miller (1782-1849)
- Madame Swetchine (1782-1857)
- Justinus Kerner (1786-1862)
- Bernhard Müller (1788-1834)
- Dionysius Andreas Freher

## 19. század
- Jakob Lorber (1800-1864)
- Friederike Hauffe (1801-1829)
- Brigham Young (1801-1877)
- Phineas P. Quimby (1802-1866)
- Hiram Edson (1806-1882)
- William Keil (1812-1877)
- James Strang (1813-1856)
- James S. White (1821-1881)
- Henri Frederic Amiel (1821-1881)
- Coventry Kersey Dighton Patmore (1823-96)
- Ellen G. White (1827-1915)
- Andrew Murray (1828-1917)
- Charbel Makhlouf (1828-1898)
- J.N. Andrews (1829-1883)
- Kronstadti János (1829-1908)
- Bernadette Soubirous (1844-1879)
- Malinda Cramer (1844-1906)
- Maria Woodworth-Etter (1844-1924)
- Myrtle Fillmore (1845-1931)
- Quanah Parker (1845-1911)
- Thomas Troward (1847-1916)
- Richard Jefferies (1848-87)
- H. Emilie Cady (1848–1941)
- Emma Curtis Hopkins (1849-1925)
- Charles Taze Russell (1852-1916)
- Vlagyimir Szolovjov (1853-1900)
- Lilias Trotter (1853-1928)
- Charles Fillmore (1854-1948)
- Charles Eugene de Foucauld (1858-1916)
- Henry Thomas Hamblin (1873-1958)
- Ambroise Gardeil (1859-1931)
- Smith Wigglesworth (1859-1947)
- Juan Gonzalez Arintero (1860-1928)
- William Ralph Inge (1860-1954)
- Rudolf Steiner (1861-1925)
- Nona L. Brooks (1861–1945)
- Feliksa Kozlowska (1862–1921), más néven Felicja Kozlowska, Maria Franciszka nővér
- William Walker Atkinson (1862-1932)
- Concepción Cabrera de Armida (1862-1937)
- Hilma af Klint (1862-1944)
- Rufus Jones (1863-1948)
- Deunov Péter (1864-1944)
- Max Heindel (1865-1919)
- John Chapman (1865-1933)
- Silouan, athonita (1866-1938)
- Joseph Franklin Rutherford (1869-1942)
- Grigorij Raszputyin (1869-1916)
- William J. Seymour (1870-1922)
- John G. Lake (1870–1935)
- Lilian Staveley (1871-1928)
- Szergej Bulgakov (1871-1944)
- Thérèse de Lisieux (1873-1897), másképp Lisieux-i Szt. Teréz
- Nyikolaj A. Bergyajev (1874-1948)
- Gabrielle Bossis (1874-1950)
- Jörg Lanz von Liebenfels (1874-1954)
- Rainer Maria Rilke (1875-1926)
- Lena Sadler (1875-1939)
- Evelyn Underhill (1875-1941)
- William S. Sadler (1875-1969)
- Antonin Gadal (1877-1962)
- Edgar Cayce (1877-1945)
- Reginald Garrigou-Lagrange (1877-1964)
- Gemma Galgani (1878-1903)
- Margaret Prescott Montague (1878-1955)
- Élisabeth Catez (1880-1906), másképp Élisabeth de la Trinité
- Reginald Somerset Ward (1881-1962)
- Pierre Teilhard de Chardin (1881-1955)
- Pavel A. Florenszkij (1882-1937)
- Corinne Heline (1882-1975)
- Paul Foster-ügy (1884–1954)
- Charles Williams (1886-1945)
- Emmet Fox (1886-1951)
- Walter C. Lanyon (1887–1967)
- Pio atya (1887–1968), más néven Pietrelcinai Szt. Pio
- T. S. Eliot (1888-1965)
- Szundar Szing (1889-1929)
- Aimee Semple McPherson (1890-1944)
- Joel S. Goldsmith (1892–1964)
- Thomas R. Kelly (1893-1941)
- John Maximovitch (1896-1966)
- Jan van Rijckenborgh (1896-1968)
- Sophrony archimandrita (1896–1993)
- Aiden Wilson Tozer (1897-1963)
- Neumann Teréz (1898-1962)
- Clive Staples Lewis (1898-1963)
- Porfirij Ivanov (1898-1983)
- Howard Thurman (1899-1981)

## 20. század
- Jan Tyranowski (1900-1947)
- Sampson Sievers (1900-1979)
- Caryll Houselander (1901-1954)
- Adrienne von Speyr (1902-1967)
- Catharose de Petri (1902–1990)
- Vlagyimir Losszkij (1903-1958)
- Watchman Nee (1903-1972)
- Itala Mela (1904-1957)
- Mary Faustina Kowalska (1905-1938)
- Dag Hammarskjöld (1905-1961)
- Lee tanú (1905-1997)
- Daniil Andrejev (1906-1959)
- Bede Griffiths (1906-1993)
- Eugenia Elisabetta Ravasio (1907-1990)
- William Branham (1909-1965)
- Flower A. Newhouse (1909–1994)
- Simone Weil (1909-1943)
- Nyikolaj Gurjanov (1909-2002)
- Alphonsa Muttathupandathu (1910-1946)
- AA Allen (1911-1970)
- James Dillet Freeman (1912-2003)
- Thomas Merton (1915-1968)
- Vernon Howard (1918-1992)
- Jack Coe (1918-1956)
- Cyril Pavlov (1919-)
- Brian Cleeve (1921-2003)
- Thomas Keating (1923-2018)
- John Main (1926-1982)
- Peter Spink (1926-2010)
- John A. Sanford (1929–2005)
- Jacques Fesch (1930-1957)
- Anthony de Mello (1931-1987)
- Henri Nouwen (1932-1996)
- Richard Foster (1942–)
- Kathleen Norris (1947–)
- William Meninger (20. sz.)
- Vassula Ryden (sz.1942)
- Guy Finley (sz. 1949)
- Lonnie Frisbee (1949-1993)
- John Wimber (1934-1997)
- Kallistos Ware (sz. 1934)
- Laurence Freeman (sz. 1951)
- Peter Bowes
- Clare Watts
- Mirna Nazzour (sz. 1964)
- Zlatko Sudac (sz. 1971)